# اورگرین (کلرادو)
اورگرین (به انگلیسی: Evergreen) یک منطقهٔ مسکونی در ایالات متحده آمریکا است که در شهرستان جفرسون، کلرادو واقع شده‌است. اورگرین ۳۰٫۱ کیلومتر مربع مساحت و ۹٬۰۳۸ نفر جمعیت دارد و ۲٬۲۰۰٫۶ متر بالاتر از سطح دریا واقع شده‌است.